# Не-персе (язык)
Не-персе (Nez Perce, Niimi’ipuutímt; произносится /ˌnɛzpɜrs /) — язык сахаптийской группы, близкий к некоторым диалектам языка сахаптин (не следует смешивать язык сахаптин и сахаптийскую группу, в которую он входит!). Сахаптийская группа включается в одну из ветвей плато-пенутийской семьи (которая, в свою очередь, может быть генетически связана с более крупной пенутийской макросемьей). На нём говорит племя не-персе, проживающее в резервации Уматилла штата Орегон (нижнеречной диалект), в резервации Колвилл на востоке штата Вашингтон, в деревнях Камиах и Лапвай резервации Не-Персе на севере центральной части штата Айдахо (верхнеречной диалект) в США.
Не-персе является вымирающим языком. Хотя источники расходятся в указании точного числа носителей, их в любом случае насчитывается менее 100 человек. Есть попытки ревитализации не-персе с помощью специальных программ, но в настоящее время судьба этого языка остается неопределенной.
Имеется грамматическое описания языка (Aoki 1970) и словарь (Aoki 1994), а также две диссертации (Rude 1985; Crook 1999).

## Фонология

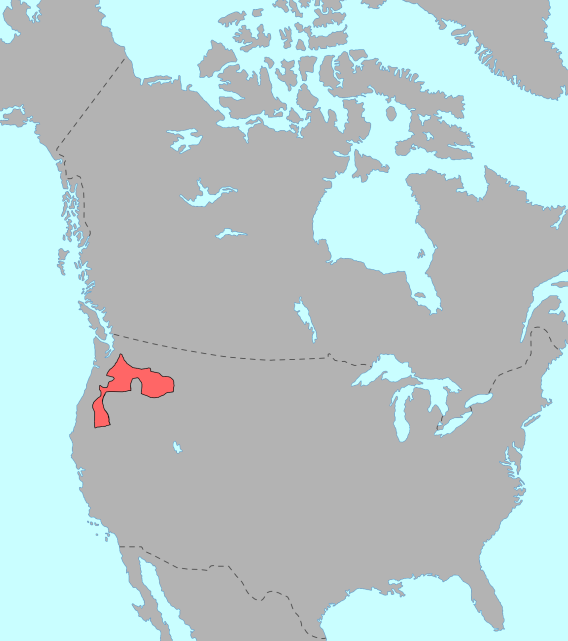
Распространение плато-пенутийских языков до контакта с европейцами

Фонология не-персе включает гармонии гласных (который даже были упомянут Ноамом Хомским и Моррисом Халле), а также сложная система ударений описывается в Crook (1999).

### Согласные
|               |             | Губно-губные | Зубные  | Альвеолярны | Альвеолярны | Постальвеолярные | Палатальные | Велярные | Велярные | Увуларные | Увуларные | Глоттальные |
| (боковые)     | центральные | Губно-губные | боковые | обычные     | лаб.        | Постальвеолярные | Палатальные | обычные  | лаб.     |           |           | Глоттальные |
| ------------- | ----------- | ------------ | ------- | ----------- | ----------- | ---------------- | ----------- | -------- | -------- | --------- | --------- | ----------- |
| Носовые       | обычные     | m            |         | n           |             |                  |             |          |          |           |           |             |
| Носовые       | скрипучие   | m̰            |         | n̰           |             |                  |             |          |          |           |           |             |
| Взрывные      | глухие      | p            |         | t           |             |                  | c           | k        | kʷ       | q         | qʷ        | ʔ           |
| Взрывные      | абруптивные | pʼ           | tɬʼ     | tʼ          |             |                  | cʼ          | kʼ       | kʷʼ      | qʼ        | qʷʼ       |             |
| Фрикативные   | (глухие)    |              | ɬ       | s           |             | ʃ                |             | x        |          | χ         |           | h           |
| Аппроксиманты | обычные     | w            |         |             | l           |                  | j           |          |          |           |           |             |
| Аппроксиманты | скрипучие   | w̰            |         |             | l̰           |                  | j̰           |          |          |           |           |             |

## Грамматика
Как и во многих других индейских языках, глагол в не-персе может иметь смысл всего предложения в русском языке (этот способ обеспечения большого объёма информации в одном слове называется полисинтетикой). Вербальные морфемы предоставляют информацию о человеке и число субъекта и объекта, а также время и вид (например, было ли действия завершены).
| слово:   | ʔaw̓líwaaʔinpqawtaca                                                  |
| морфемы: | ʔew — ʔilíw — wee — ʔinipí — qaw — tée — ce                          |
| gloss:   | 1/2-3- пожар — весь — схватить — прямо через — уходи -IMPERF.PRES.SG |
| перевод: | 'Я иду, чтобы выкопать его из огня' (Cash Cash 2004:24)              |
| слово:   | hitw̓alapáyna                             |
| морфемы: | hi — tiw̓ele — pááy — e                   |
| gloss:   | 3SUBJ- в дождь — приходите -(прош.время) |
| перевод: | 'Он прибыл в дождь' (Aoki 1979)          |

### Падежи
Подлежащее, а также дополнение, когда оно есть, может иметь падеж. В не-персе работают три стратегии маркировки падежа: транзитивный (переходный) субъект, транзитивный объект, и непереходный субъект. Не-персе, таким образом, пример очень редких типов языка с трёхчленной стратегией (см. стратегия кодирования глагольных актантов).

### Гармония гласных
- Aoki, Haruo. Nez Perce vowel harmony and proto-Sahaptian vowels (неопр.) // Language. — 1966. — Т. 42, № 4. — С. 759—767. — doi:10.2307/411831. — JSTOR 411831.
- Aoki, Haruo. Toward a typology of vowel harmony (англ.) // International Journal of American Linguistics : journal. — 1968. — Vol. 34. — P. 142—145. — doi:10.1086/465006.
- Chomsky, Noam; & Halle, Morris. (1968). Sound pattern of English (pp. 377–378). Studies in language. New York: Harper & Row.
- Hall, Beatrice L.; & Hall, R. M. R. (1980). Nez Perce vowel harmony: An Africanist explanation and some theoretical consequences. In R. M. Vago (Ed.), Issues in vowel harmony (pp. 201–236). Amsterdam: John Benjamins.
- Jacobsen, William. On the prehistory of Nez Perce vowel harmony (неопр.) // Language. — 1968. — Т. 44, № 4. — С. 819—829. — doi:10.2307/411901. — JSTOR 411901.
- Kim, Chin. (1978). 'Diagonal' vowel harmony?: Some implications for historical phonology. In J. Fisiak (Ed.), Recent developments in historical phonology (pp. 221–236). The Hague: Mouton.
- Lightner, Theodore. On the description of vowel and consonant harmony (неопр.) // Word. — 1965. — Т. 21. — С. 244—250.
- Rigsby, Bruce. Continuity and change in Sahaptian vowel systems (англ.) // International Journal of American Linguistics : journal. — 1965. — Vol. 31. — P. 306—311. — doi:10.1086/464860.
- Rigsby, Bruce; & Silverstein, Michael. Nez Perce vowels and proto-Sahaptian vowel harmony (неопр.) // Language. — 1969. — Т. 45, № 1. — С. 45—59. — doi:10.2307/411752. — JSTOR 411752.
- Zimmer, Karl. A note on vowel harmony (англ.) // International Journal of American Linguistics : journal. — 1967. — Vol. 33. — P. 166—171. — doi:10.1086/464954.
- Zwicky, Arnold. More on Nez Perce: On alternative analyses (англ.) // International Journal of American Linguistics : journal. — 1967. — Vol. 37. — P. 122—126. — doi:10.1086/465146.